# Уейн (окръг, Айова)
Вижте пояснителната страница за други значения на Уейн.
Окръг Уейн (на английски: Wayne County) е окръг в щата Айова, Съединени американски щати. Площта му е 1365 km², а населението - 6730 души (2000). Административен център е град Коридън.